# Un soffio caldo
Un soffio caldo è un singolo del cantante italiano Zucchero Fornaciari, pubblicato il 1º febbraio 2011 dall'etichetta discografica Polydor e appartenente al concept album Chocabeck.

## Descrizione
La musica del brano è stata composta dal cantante stesso, mentre il testo è stato affidato all'amico e collega Francesco Guccini. Il brano è stato prodotto dallo stesso Zucchero insieme a Don Was, ed è stato estratto come secondo singolo (terzo per il mercato internazionale, con il titolo Life e testo in inglese) dall'album Chocabeck.
Il brano è stato usato da Zucchero come incipit del suo Chocabeck World Tour 2011-2012 in quanto è il primo brano dell'album: il testo è un chiaro riferimento al risveglio di un piccolo immaginario paese della "Bassa" Pianura Padana in una mattina di primavera.
Un soffio caldo è stata anche la prima canzone ad essere proposta al concerto benefico Italia Loves Emilia a seguito del Terremoto dell'Emilia, ed è dunque presente nel cofanetto pubblicato in seguito.

## Il video
Il video del brano è uscito esattamente un giorno dopo la pubblicazione di quest'ultimo, e vede la speciale partecipazione del co-autore Francesco Guccini.
- Un soffio caldo, su YouTube. URL consultato il 21 aprile 2016.

## Tracce
1. Un soffio caldo – 5:04 (testo: Zucchero, Francesco Guccini – musica: Zucchero)

## Classifiche
| Classifica (2011)         | Posizione massima |
| ------------------------- | ----------------- |
| Italia                    | 41                |
| Italia (airplay)          | 11                |
| Italia (airplay italiana) | 5                 |
| Europa                    | 76                |

## Cover
- Nel 2021 ne è stata fatta una cover dalla cantante tedesca Anne Haigis, che ha mantenuto il testo in italiano.